# Sylvio Acatos
 (mai 2016).
Sylvio Acatos, né le 8 novembre 1939 à Téhéran, est un éditeur, journaliste et critique d'art vaudois.

## Biographie
Sylvio Acatos effectue sa scolarité en Afrique et en Égypte, puis il part à Paris où il entreprend au Louvre des études en histoire de l'art qu'il achève à Lausanne[réf. souhaitée].
Dès 1968, rédacteur au magazine L'Œil, Sylvio Acatos publie également de nombreux articles consacrés à l'art dans la Gazette de Lausanne puis dans l'hebdomadaire alors nommé Construire (maintenant Migros Magazine) dont il est rédacteur en chef adjoint. Il rédige également des monographies d'artistes, des catalogues raisonnés et des travaux annuels de recensement pour guider les acquéreurs lors des ventes aux enchères d'œuvres d'art, notamment le catalogue Mayer, un guide indispensable aux collectionneurs. Ces livres entendent promouvoir les peintres, dessinateurs, graveurs et sculpteurs auprès des musées, galeries et passionnés d'art.
Il est considéré comme étant l'un des rares spécialistes « européens » des Pueblos (civilisations d'Indiens d'Amérique du Nord)[réf. souhaitée].

## Sources
- « Sylvio Acatos », sur la base de données des personnalités vaudoises sur la plateforme « Patrinum » de la Bibliothèque cantonale et universitaire de Lausanne.
- Armande Reymond, le "Mayer" fête ses trente ans d'existence, trois regards sur les arts plastiques, in: Reflets, 1992, no 2, p. 28-29
- 200 têtes vaudoises : "who is who?" du canton de Vaud, p. 5
- "Sylvio Acatos, collectionneurs d'art et de raison. Un entretien d'Alphonse Layaz". Radio Suisse Romande, 26 août 1983.